# Хромозомске аберације
Хромозомске аберације (лат. aberatio = одступање од нормалног) су промене у геному које обухватају целе хромозоме или њихове делове. Могу се уочити под микроскопом за разлику од генских мутација.
У зависности од тога да ли представљају промене у грађи или броју хромозома разликују се два типа : 
- структурне аберације (промене у грађи хромозома) и
- нумеричке аберације (промене у броју хромозома).

## Структурне аберације хромозома
Овај тип аберација је последица прекида и поремећаја линеарног континуитета хромозома. Прекиди се некада јављају спонтано, али могу бити и изазвани различитим мутагенима. Хромозоми се могу прекидати на било ком стадијуму ћелијског циклуса. Прекинути делови, пошто су изгубили теломере, теже да се међусобно споје, а да би се то десило хромозоми морају да буду близу један другог. 
На осново тога како се ти прекинути делови повезују (прераспоређују) разликују се четири основна типа структурних аберација : 
- делеције,
- дупликације,
- инверзије и
- транслокације.

### Дупликације и делеције
Дупликације представљају удвајање, а делеције губљење делова хромозома. Узрок ових аберација је врло често неједнаки (неправилан) кросинг-овер. До њега долази када се несестринске хроматиде хомологих хромозома не поставе симетрично наспрамно једна другој. Резултат таквог кросинг-овера су хроматиде код којих се на једној јавља дуплиран (удвостручен) део, а на другој хроматиди тај део недостаје (делеција) – види схему:
Дупликације мање оштећују фенотип него делеције. Са становишта еволуције дупликације су значајне јер доводе до усложњавања генетичког материјала.
Делеције аутозомних хромозома су увек штетне, а ако су у хомозиготном стању онда су леталне. Прво описано обољење узроковано делецијом је синдром мачјег плача. Овај синдром настаје као последица делеције кратког крака хромозома 5 (5р-). Назив је добио према специфичном оглашавању беба, а праћен је умном заосталошћу.
Ако дође до прекида на крајевима хромозома тако да се изгубе теломере, које хромозому дају стабилност, онда прекинути крајеви постају лепљиви и међусобно се спајају у једну прстенасту структуру. Такви хромозоми се називају ринг-хромозоми. Поремећај раста је најизразитија фенотипска особина ове аберације.

#### Изохромозоми
Као последица неправилне поделе центромере могу настати тзв. изохромозоми. Нормално је да се центромера у анафази деобе (митозе и мејозе II) подели уздужно чиме се раздвајају сестринске хроматиде, односно хромозом се подели на две једнаке уздужне половине. Када се, међутим, центромера подели попречно хромозом се онда раздваја на два крака. Краци р и q тада образују телоцентричне хромозоме. У следећој репликацији од телоцентричних хромозома настају изохромозоми који се састоје од два иста дуга или кратка крака (види слику). Изохромозом садржи генетички материјал два р или два q крака. Изохромозом је често описан на Х хромозому. Особа са изохромозомом који садржи дуплиран q крак X хромозома (обележава се са i(Xq)) има Тарнеров синдром.

### Транслокације
Транслокације представљају размену делова између хомологих и нехомологих хромозома. Разликују се:
- реципрочне,
- нереципрочне и
- Робертсонове транслокације.

При реципрочној транслокацији се размењују делови између било која два хромозома. 
Нереципрочна транслокација је пренос генетичког материјала из једног у други хромозом.

#### Робертсонове транслокације
Робертсонове транслокације су размене делова између акроцентричних хромозома, при чему ти хромозоми могу бити исти (нпр. 21/21) или различити (нпр. 14/21). При овој транслокацији долази до истовременог прекида на једном хромозому изнад, а на другом испод центромере. Затим долази до међусобног спајања прекинутих делова и то тако што се споје дуги краци (q) оба хромозома, а кратки краци (р) се изгубе у првој наредној деоби. Спајањем дугих кракова оба хромозома настаје један метацентричан (ако су учествовали исти хромозоми) или субметацентричан хромозом (ако су се спојили q краци различитих хромозома). 
Особе носиоци транслокација су најчешће фенотипски нормалне јер се губе само кратки краци акроцентричних хромозома. (Кратки краци садрже гене чији недостатак не утиче на фенотип.)За њих се каже да су носиоци уравнотежене транслокације. Потомство оваквих особа је угрожено и може имати поремећен број хромозома што изазива одређене синдроме (нпр. Даунов синдром). Такви потомци имају неуравнотежену транслокацију.
Потомство особа које су носиоци уравнотежене транслокације је у различитом степену угрожено у зависности од тога да ли се транслокација десила између истих или различитих хромозома. Када је нпр. у питању транслокација 14/21 онда такви родитељи стварају и нормалне гамете (имају хромозоме 14 и 21) и гамете који носе транслокацију (имају спојене хромозоме 14/21) па могу имати и нормалну и оболелу децу (види схему под А). У случају транслокације 21/21 (између истих хромозома) особа не ствара нормалне гамете већ само или гамете који имају оба хромозома 21 (закачени су један за други) или су без хромозома 21 (схема Б). Због тога они не могу имати здраву децу.

### Инверзије
Инверзије настају када се на једном хромозому десе два прекида па се део између прекида ротира за 180°, а затим долази до преспајања ротираног дела за остатак хромозома. Тиме се мења редослед гена на хромозому (види схему). 

Инверзије могу бити:
- перицентричне и
- парацентричне.

Ако је ротирани део хромозома обухватио центромеру онда је то перицентрична, а ако се ротација десила само унутар једног крака (није захватила центромеру) онда је у питању парацентрична инверзија. Перицентричним инверзијама долази до промене облика хромозома (види слику). 
Носиоци инверзија су углавном фенотипски нормални. Штетност инверзија изражава се у потомству. Због кросинг-овера настају аберантни хромозоми који се преносе на потомство.

## Нумеричке аберације хромозома
Промене у броју хромозома називају се нумеричке аберације. Разликују се два типа ових аберација:
- полиплоидија и
- анеуплоидија.

### Полиплоидија (еуплоидија)
Полиплоидија је нумеричка аберација при којој долази до увећања броја укупних гарнитура хромозома. Ако се у телесној ћелији налази више од две, а у полној више од једне гарнитуре хромозома онда су такве ћелије полиплоидне.
Тако настају ћелије са:
- триплоидним (3n),
- тетраплоидним (4n),
- пентаплоидним (5n) итд. бројем хромозома.

Код полиплоидних ћелија долази до увећања основног – моноплоидног броја хромозома. Врсте које нису полиплоидне у телесним ћелијама имају две гарнитуре хромозома (2n – диплоидне су), а у полним ћелијама једну гарнитуру (n – хаплоидан број), тако да је код њих моноплоидан број једнак хаплоидном броју хромозома. Код полиплоидних врста се моноплоидан и хаплоидан број разликују. 
Нпр. декаплоидна врста хризантеме има 10n= 90 хромозома, а дивља врста хризантеме, која је диплоид, има 2n = 18 хромозома. Хаплоидан број декаплоидне хризантеме је n = 45 (полне ћелије имају упола мањи број у односу на телесне), док је моноплоидан број 9.
Узроци полиплоидија могу бити следећи :
1. оплођење јајне ћелије већим бројем сперматозоида, што представља најчешћи узрок појаве полиплоидије код човека;
2. оплођење ненормалне јајне ћелије код које није дошло до редукције броја хромозома; ако се нпр. оплоди диплоидна јајна ћелија настаће триплоидан зигот (2n + n= 3n);
3. спајање диплоидних зигота, чиме настаје тетраплоидан зигот (4n).

Полиплоидија је врло честа и нормална појава код биљака. У току еволуције цветница сматра се да је око 1/3 врста настало полиплоидијом. Многе културне врсте је човек створио полиплоидијом, јер су полиплоидне биљке крупније, са већим садржајем хранљивих материја и др. (нпр. јагода, банана, шљива, крушка, пшеница и др.). Тако нпр., већ поменута, дивља хризантема има ситан и неугледан цвет, док је декаплоидна врста лепог, крупног цвета.
Код животиња је полиплоидија ретка као нормална појава; среће се код винске мушице, даждевњака, нижих рачића и др.
За човека је полиплоидија штетна и углавном летална и јавља се најчешће као:
- триплоидија (3n) и
- тетраплоидија (4n).

Јако се ретко рађају деца са овим аберацијама јер се полиплоидни зиготи елиминишу још у интраутерином развићу.

### Анеуплоидија (хетероплоидија)
Анеуплоидија представља увећање или смањење основне гарнитуре за један или већи број хромозома. 
Узроци настанка ове аберације су најчешће :
1. нераздвајање парова хромозома у мејози I;
2. нераздвајање сестринских хроматида у мејози II;
3. нераздвајање сестринских хроматида у митози.

Сваки хромозом се у нормалној телесној ћелији налази у пару па се назива дизомик (лат. ди = два; сома = тело). 
Ако телесна ћелија уместо пара хромозома садржи само један онда је то монозомик. Таква монозомична ћелија у укупном броју хромозома има један хромозом мање од нормалног броја, па је општа формула монозомије 2n –1 (монозомична телесна ћелија човека има 46 – 1 = 45 хромозома). 
Ћелија са једним хромозомом више од нормалног броја је тризомик (уместо пара одређеног хромозома она има три) - општа формула је 2n+1. 
Може се десити да ћелија има два хромозома мање, односно да јој један пар хромозома недостаје па је онда та ћелија нултизомик (2n-2). 
Ако, пак, ћелија има два хромозома више од нормалног тј. уместо једног има два пара одређеног хромозома, онда је она тетразомик (2n+2). 
Поред ових побројаних аберантних стања могу се јавити и полизомије.

#### Последице анеуплоидије код човека
Недостатак хромозома је за ћелију штетнији од вишка хромозома при чему су монозомије аутозомних хромозома леталне.

#### Анеуплоидије аутозомних хромозома човека
Мада је леталност анеуплоидија веома велика неке од њих су присутне у живорођеној популацији људи. Такви поремећаји најчешће имају својства синдрома .
Најчешћа тризомија која се јавља у људској популацији је тризомија 21, која се фенотипски изражава као – Даунов синдром .
Тризомија 13, се фенотипски изражава као Патауов синдром, је после Дауновог синдрома по учесталости јављања у људској популацији (учесталост 1:5000). 
Кариотип је.
- 47,XX,+13 или
- 47,XY,+13.

Тризомија 18, фенотипски даје Едвардсов синдром, и има кариотип:
- 47,XX,+18 или
- 47,XY,+18.

#### Анеуплоидије полних хромозома човека
Анеуплоидије полних хромозома мање оштећују фенотип него анеуплоидије аутозомних хромозома. Особе са анеуплоидијама аутозомних хромозома поред умне заосталости носе и низ других тешких аномалија због којих не живе дуго, док је за особе са поремећеним бројем полних хромозома главно обележје њихова стерилност (неплодност). Разлози за то су што се на полним хромозомима налази мањи број гена него на аутозомним и што сваки прекобројни X хромозом постаје неактиван (то је у ствари тзв. Барово тело).
Најчешће анеуплоидије полних хромозома су :
- тризомија X хромозома жене (кариотип је 47,XXX), нема назив синдрома јер су такве жене фенотипски нормалне и клинички здраве; неке имају емотивне тешкоће у друштвеном прилагођавању;
- монозомија X хромозома жене, која фенотипски даје Тарнеров синдром (45,XО) чије је главно обележје стерилност;
- дизомија X хромозома мушкарца – Клинефелтеров синдром (47,XXY); ради се о стерилним мушкарцима .